# Paul Barsch
Paul Barsch (ur. 16 marca 1860 w Jasienicy Dolnej, zm. 3 sierpnia 1931 w Przemiłowie) – niemiecki poeta, eseista i pisarz, związany ze Śląskiem.

## Życiorys
Paul Barsch urodził się w rodzinie stolarza Augusta Barscha i Anny. Starszy brat i troje młodszego rodzeństwa zmarło na gruźlicę. Paul przeżył chorobę w wieku siedmiu lat, jednak z powodu skrofułów na kilka lat stracił wzrok. Do szkoły wiejskiej uczęszczał nieregularnie ze względu zdrowotnych i łącznie zaledwie przez dwa lata. W czasie choroby jedynie matka czytała mu poezję i śpiewała ludowe piosenki. Nauczył się pisać i czytać oraz zapoznał z poezją Fryderyka Schillera.
Po śmierci ojca uczył się od 1875 na stolarza. W Złotoryi, gdzie był czeladnikiem, opublikował pierwszy wiersz. Następnie, wciąż jako czeladnik, odwiedził rejon Mozeli i Renu, Belgię, Luksemburg, Lotaryngię, Austrię, Alzację i Szwajcarię. W konkursie ogłoszonym przez grupę literacką Breslauer Dichterschule otrzymał nagrodę w wysokości 60 marek za wiersz Agnes. Theobald Nöthig zaprosił go na odczyt autorski do Wrocławia.
Przez kilka lat Barsch był zatrudniony w fabryce maszyn we Wrocławiu, lecz po obcięciu palca prawej dłoni został inwalidą. Przebywał w Dzierżoniowie u Maxa Heinzela, piszącego w niemieckim dialekcie śląskim poety, i u pustelnika Augusta Kruhla, następnie pracował jako stolarz w Jeleniej Górze. Kruhl odkrył zdolności dziennikarskie Barscha i umożliwił mu publikację reportaży sądowych we wrocławskiej gazecie.
W 1884 Barsch został redaktorem dodatku literackiego w czasopiśmie „Breslauer Gerichts-Zeitung”, od 1897 był jego redaktorem naczelnym. W latach 1889–1893 redagował także miesięcznik „Monatsblätter” grupy Breslauer Dichterschule, gdzie publikował pierwsze utwory m.in. Rainera Marii Rilkego, Stefana Zweiga i Karla Krausa. Promował też Armina Theophila Wegnera i Maxa Herrmanna-Neiße. W 1901 miesięcznik „Monatsblätter” zmienił nazwę na „Der Osten”, Barsch od 1 stycznia 1904 ponownie objął jego redagowanie.

## Krąg przyjaciół
Do kręgu jego przyjaciół związanych z Breslauer Dichterschule należeli m.in.: Hermann Stehr, Carl Hauptmann, Johannes Reinelt, Arthur Silbergleit, Walter Meckauer. W 1901 Barsch i Paul Keller, katolicki pisarz ludowy, odbyli podróż z Genui na Bliski Wschód, do Algierii i Tunezji. W drodze powrotnej przez Włochy zostali przyjęci przez papieża Piusa X.
W 1886 pisarz ożenił się z tłumaczką i krytyczką z kręgu Breslauer Dichterschule Hedwig Wigger, po jej śmierci w 1918, w 1920 z poetką Marie Muthreich. W 1900 Barsch zamieszkał razem z rodziną we Wrocławiu. W Przemiłowie zbudował dom, w którym często przebywali jego przyjaciele. Dzięki niemu wieś stała się znana wśród poetów i pisarzy. W tym domu zmarł w 1931.

## Twórczość
Głównym dziełem Barscha jest powieść Von Einem, der auszog (1905), która przedstawia jego losy w opowiadaniu śląskiego wędrującego czeladnika Juliusa Kattnera. Autoironia naturalistycznego przedstawienia nędzy gościńców i schronisk dla bezdomnych zyskała autorowi miano „śląskiego Maksima Gorkiego”. Książka jest ważnym źródłem języka zdeklasowanych warstw niższych społeczeństwa i wpisała się w modę na kultywowanie śląskiego folkloru i tworzenia w dialekcie śląskim.

## Dzieła (wybór)[2]
- Über der Scholle. Schweidnitz, Heege, 1904. OCLC 252259574.
- Der selbständige Betrieb eines Erwerbsgeschäfts durch eine Ehefrau nach neuem Recht, Borna-Leipzig, R. Noske, 1905. OCLC 252259592.
- Von Einem, der auszog. Ein Seelen- und Wanderjahr auf der Landstrasse, Berlin, Trewendt, 1907. OCLC 633708222.
- Brause du Freiheitssang! Ein Gedenkbuch zur Jahrhundertfeier der Freiheitskriege, Schweidnitz, Heege, 1913. OCLC 252706045.
- Paul Barsch erzählt aus seiner Kindheit und Jugend, Breslau, Bergstadtverlag W.G. Korn, 1933. OCLC 9552743.